# Kabash
Kabash (albanska: Kabash med böjningsformen Kabashi; serbiska: Кабаш, Kabaš) är en ort i Kosovo. Den ligger i den sydöstra delen av landet, 40 km söder om huvudstaden Priština. Kabash ligger 514 meter över havet och antalet invånare är 2 324.
Terrängen runt Kabash är kuperad söderut, men norrut är den platt. Runt Kabash är det ganska tätbefolkat, med 104 invånare per kvadratkilometer. Närmaste större samhälle är Vitina, 1,6 km norr om Kabash. Omgivningarna runt Kabash är en mosaik av jordbruksmark och naturlig växtlighet.